# حسن مهنا
حسن مهنا (عربی: حسن علي عطوي مهنا؛ زادهٔ ۲۹ ژانویهٔ ۱۹۹۷) بازیکن فوتبال اهل لبنان است.
وی همچنین در تیم‌های ملی فوتبال زیر ۲۳ سال لبنان و لبنان بازی کرده‌است.